# Olympiades internationales de mathématiques
Pour les articles homonymes, voir IMO.

Le drapeau des Olympiades internationales de mathématiques.

Les Olympiades internationales de mathématiques (en anglais : International Mathematical Olympiad ou IMO) constituent un championnat international de mathématiques concernant des élèves à l'issue de leurs études secondaires. Les Olympiades ont lieu chaque année dans un pays différent.

## Histoire
Les premières Olympiades internationales de mathématiques se sont déroulées en 1959 en Roumanie et regroupaient des participants de 7 pays d'Europe de l'Est (Bulgarie, Hongrie, Pologne, République démocratique allemande, Roumanie, Tchécoslovaquie, Union soviétique et Yougoslavie). Depuis, elles ont eu lieu tous les ans, sauf en 1980, en raison de dissensions internes en Mongolie.
Actuellement, plus de 100 pays des cinq continents sont concernés. Chaque pays envoie une équipe de 6 candidats au maximum (avec un chef de délégation et un adjoint, ainsi que d'éventuels observateurs). Les élèves doivent avoir moins de 20 ans et ne pas avoir commencé leurs études supérieures, mais aucune limite n'est imposée quant au nombre de participations. L'épreuve est individuelle mais il existe un classement (non officiel) par équipes (cf. infra).

## Format de l'épreuve et récompenses
L'épreuve consiste à résoudre sur deux jours, en deux séances de 4 heures et demie, deux séries de trois problèmes issus de la géométrie plane, de l'arithmétique, des inégalités, de la combinatoire, des équations fonctionnelles et de l'algèbre. Leur résolution fait appel plus au raisonnement qu'à des connaissances sophistiquées : les solutions sont souvent courtes et élégantes. À chaque problème est attribué un total de 7 points.
Chaque pays, excepté le pays organisateur, peut proposer des problèmes au comité de sélection qui est mis en place par le pays organisateur, qui en sélectionne certains afin d'en écourter la liste. Les chefs de délégation arrivent quelques jours avant les élèves et se regroupent alors pour choisir les 6 exercices. Étant donné qu'ils connaissent les sujets avant les épreuves, ils sont séparés des élèves jusqu'à la fin de celles-ci. Les élèves sont accompagnés avant les épreuves par les chefs de délégation adjoints.
Les copies des élèves sont notées conjointement par les chefs de délégation de ce pays et les coordinateurs choisis par le pays organisateur (ou le chef de la délégation qui a proposé le problème pour les élèves du pays organisateur). En cas de désaccord, l'ensemble des chefs de délégation fournit un avis définitif.
Les médailles et mentions sont attribuées à titre individuel, selon les scores des participants, sur les critères suivants :
- 1/12 des participants reçoivent une médaille d'or ;
- 2/12 des participants reçoivent une médaille d'argent ;
- 3/12 des participants reçoivent une médaille de bronze ;
- tout participant qui ne reçoit aucune médaille mais qui obtient la note de 7/7 sur un exercice obtient la mention honorable.

Des prix spéciaux peuvent être attribués pour des solutions extrêmement élégantes. Courantes avant 1980, elles sont plus rares depuis : les dernières ont été attribuées en 1988, en 1995 et en 2005.

## Processus de sélection
Le processus de sélection de l'équipe varie énormément d'un pays à l'autre. Par exemple aux États-Unis, les candidats passent par plusieurs étapes de difficulté croissante : American Mathematics Competitions (en) (AMC), American Invitational Mathematics Examination (AIME) et United States of America Mathematical Olympiad (en) (USAMO).
En France, l'association Animath, et plus précisément l'Olympiade française de mathématiques, organise un test en début d'année scolaire permettant de pré-sélectionner des candidats qui suivent ensuite une préparation tout au long de l'année. L'équipe est déterminée grâce à plusieurs tests en temps limité. La France n'a jamais dépassé la 5e place à ce concours (1990) et a fait seulement trois fois mieux que la 20e place depuis l'an 2000.

## Liste des Olympiades
| Année | Ville(s)             | Pays             | 1er                         | 1er                   | 2e                    | 2e                    | 3e                    | 3e                    | France                | France                | Canada                | Canada                | Belgique              | Belgique              | Suisse                | Suisse                |
| Année | Ville(s)             | Pays             | Pays                        | Pts                   | Pays                  | Pts                   | Pays                  | Pts                   | Class.                | Pts                   | Class.                | Pts                   | Class.                | Pts                   | Class.                | Pts                   |
| ----- | -------------------- | ---------------- | --------------------------- | --------------------- | --------------------- | --------------------- | --------------------- | --------------------- | --------------------- | --------------------- | --------------------- | --------------------- | --------------------- | --------------------- | --------------------- | --------------------- |
| 1959  | Brașov Bucarest      | Roumanie         | Roumanie                    | 249                   | Hongrie               | 233                   | Tchécoslovaquie       | 192                   | -                     | -                     | -                     | -                     | -                     | -                     | -                     | -                     |
| 1960  | Sinaia               | Roumanie         | Tchécoslovaquie             | 257                   | Hongrie Roumanie      | 248                   | —                     | —                     | -                     | -                     | -                     | -                     | -                     | -                     | -                     | -                     |
| 1961  | Veszprém             | Hongrie          | Hongrie                     | 270                   | Pologne               | 203                   | Roumanie              | 197                   | -                     | -                     | -                     | -                     | -                     | -                     | -                     | -                     |
| 1962  | České Budějovice     | Tchécoslovaquie  | Hongrie                     | 289                   | Union soviétique      | 263                   | Roumanie              | 257                   | -                     | -                     | -                     | -                     | -                     | -                     | -                     | -                     |
| 1963  | Varsovie Cracovie    | Pologne          | Union soviétique            | 271                   | Hongrie               | 234                   | Roumanie              | 191                   | -                     | -                     | -                     | -                     | -                     | -                     | -                     | -                     |
| 1964  | Moscou               | Union soviétique | Union soviétique            | 269                   | Hongrie               | 253                   | Roumanie              | 213                   | -                     | -                     | -                     | -                     | -                     | -                     | -                     | -                     |
| 1965  | Berlin-Est           | RDA              | Union soviétique            | 281                   | Hongrie               | 244                   | Roumanie              | 222                   | -                     | -                     | -                     | -                     | -                     | -                     | -                     | -                     |
| 1966  | Sofia                | Bulgarie         | Union soviétique            | 293                   | Hongrie               | 281                   | RDA                   | 280                   | -                     | -                     | -                     | -                     | -                     | -                     | -                     | -                     |
| 1967  | Cetinje              | Yougoslavie      | Union soviétique            | 275                   | RDA                   | 257                   | Hongrie               | 251                   | 13e                   | 41                    | -                     | -                     | -                     | -                     | -                     | -                     |
| 1968  | Moscou               | Union soviétique | RDA                         | 304                   | Union soviétique      | 298                   | Hongrie               | 291                   | -                     | -                     | -                     | -                     | -                     | -                     | -                     | -                     |
| 1969  | Bucarest             | Roumanie         | Hongrie                     | 247                   | RDA                   | 240                   | Union soviétique      | 231                   | 10e                   | 119                   | -                     | -                     | 13e                   | 57                    | -                     | -                     |
| 1970  | Keszthely            | Hongrie          | Hongrie                     | 233                   | RDA Union soviétique  | 221                   | —                     | —                     | 9e                    | 141                   | -                     | -                     | -                     | -                     | -                     | -                     |
| 1971  | Žilina               | Tchécoslovaquie  | Hongrie                     | 255                   | Union soviétique      | 205                   | RDA                   | 142                   | 13e                   | 38                    | -                     | -                     | -                     | -                     | -                     | -                     |
| 1972  | Toruń                | Pologne          | Union soviétique            | 270                   | Hongrie               | 263                   | RDA                   | 239                   | -                     | -                     | -                     | -                     | -                     | -                     | -                     | -                     |
| 1973  | Moscou               | Union soviétique | Union soviétique            | 256                   | Hongrie               | 215                   | RDA                   | 189                   | 6e                    | 153                   | -                     | -                     | -                     | -                     | -                     | -                     |
| 1974  | Erfurt Berlin-Est    | RDA              | Union soviétique            | 256                   | États-Unis            | 243                   | Hongrie               | 237                   | 8e                    | 194                   | -                     | -                     | -                     | -                     | -                     | -                     |
| 1975  | Burgas Sofia         | Bulgarie         | Hongrie                     | 258                   | RDA                   | 249                   | États-Unis            | 247                   | 9e                    | 176                   | -                     | -                     | -                     | -                     | -                     | -                     |
| 1976  | Lienz                | Autriche         | Union soviétique            | 250                   | Royaume-Uni           | 214                   | États-Unis            | 188                   | 6e                    | 165                   | -                     | -                     | -                     | -                     | -                     | -                     |
| 1977  | Belgrade             | Yougoslavie      | États-Unis                  | 202                   | Union soviétique      | 192                   | Hongrie Royaume-Uni   | 190                   | 14e                   | 126                   | -                     | -                     | 19e                   | 33                    | -                     | -                     |
| 1978  | Bucarest             | Roumanie         | Roumanie                    | 237                   | États-Unis            | 225                   | Royaume-Uni           | 201                   | 8e                    | 179                   | -                     | -                     | -                     | -                     | -                     | -                     |
| 1979  | Londres              | Royaume-Uni      | Union soviétique            | 267                   | Roumanie              | 240                   | RFA                   | 235                   | 11e                   | 155                   | -                     | -                     | 19e                   | 66                    | -                     | -                     |
| 1980  | -                    | Mongolie         | L'épreuve est annulée       | L'épreuve est annulée | L'épreuve est annulée | L'épreuve est annulée | L'épreuve est annulée | L'épreuve est annulée | L'épreuve est annulée | L'épreuve est annulée | L'épreuve est annulée | L'épreuve est annulée | L'épreuve est annulée | L'épreuve est annulée | L'épreuve est annulée | L'épreuve est annulée |
| 1981  | Washington           | États-Unis       | États-Unis                  | 314                   | RFA                   | 312                   | Royaume-Uni           | 301                   | 11e                   | 209                   | 7e                    | 249                   | 19e                   | 139                   | -                     | -                     |
| 1982  | Budapest             | Hongrie          | RFA                         | 145                   | Union soviétique      | 137                   | RDA États-Unis        | 136                   | 15e                   | 89                    | 17e                   | 72                    | 24e                   | 50                    | -                     | -                     |
| 1983  | Paris                | France           | RFA                         | 212                   | États-Unis            | 171                   | Hongrie               | 170                   | 10e                   | 123                   | 14e                   | 102                   | 26e                   | 31                    | -                     | -                     |
| 1984  | Prague               | Tchécoslovaquie  | Union soviétique            | 235                   | Bulgarie              | 203                   | Roumanie              | 199                   | 12e                   | 126                   | 20e                   | 83                    | 23e                   | 56                    | -                     | -                     |
| 1985  | Joutsa               | Finlande         | Roumanie                    | 201                   | États-Unis            | 180                   | Hongrie               | 168                   | 9e                    | 125                   | 12e                   | 105                   | 24e                   | 60                    | -                     | -                     |
| 1986  | Varsovie             | Pologne          | États-Unis Union soviétique | 203                   | —                     | —                     | RFA                   | 196                   | 12e                   | 131                   | 16e                   | 112                   | 22e                   | 79                    | -                     | -                     |
| 1987  | La Havane            | Cuba             | Roumanie                    | 250                   | RFA                   | 248                   | Union soviétique      | 235                   | 12e                   | 154                   | 16e                   | 139                   | 25e                   | 74                    | -                     | -                     |
| 1988  | Canberra             | Australie        | Union soviétique            | 217                   | Chine Roumanie        | 201                   | —                     | —                     | 9e                    | 128                   | 10e                   | 124                   | 23e                   | 76                    | -                     | -                     |
| 1989  | Brunswick            | RFA              | Chine                       | 237                   | Roumanie              | 223                   | Union soviétique      | 217                   | 13e                   | 156                   | 19e                   | 123                   | 27e                   | 104                   | -                     | -                     |
| 1990  | Pékin                | Chine            | Chine                       | 230                   | Union soviétique      | 193                   | États-Unis            | 174                   | 5e                    | 168                   | 11e                   | 139                   | -                     | -                     | -                     | -                     |
| 1991  | Sigtuna              | Suède            | Union soviétique            | 241                   | Chine                 | 231                   | Roumanie              | 225                   | 13e                   | 175                   | 14e                   | 164                   | 22e                   | 121                   | 50e                   | 29                    |
| 1992  | Moscou               | Russie           | Chine                       | 240                   | États-Unis            | 181                   | Roumanie              | 177                   | 10e                   | 139                   | 22e                   | 105                   | 23e                   | 100                   | 51e                   | 30                    |
| 1993  | Ankara               | Turquie          | Chine                       | 215                   | Allemagne             | 189                   | Bulgarie              | 178                   | 17e                   | 115                   | 18e                   | 113                   | 37e                   | 55                    | 42e                   | 46                    |
| 1994  | Hong Kong            | Hong Kong        | États-Unis                  | 252                   | Chine                 | 229                   | Russie                | 224                   | 17e                   | 161                   | 24e                   | 143                   | 34e                   | 105                   | 63e                   | 35                    |
| 1995  | North York (Toronto) | Canada           | Chine                       | 236                   | Roumanie              | 230                   | Russie                | 227                   | 30e                   | 119                   | 19e                   | 153                   | 47e                   | 83                    | 39e                   | 97                    |
| 1996  | Mumbai               | Inde             | Roumanie                    | 187                   | États-Unis            | 185                   | Hongrie               | 167                   | 36e                   | 61                    | 16e                   | 111                   | 31e                   | 75                    | 62e                   | 23                    |
| 1997  | Mar del Plata        | Argentine        | Chine                       | 223                   | Hongrie               | 219                   | Iran                  | 217                   | 32e                   | 105                   | 29e                   | 107                   | 41e                   | 78                    | 57e                   | 53                    |
| 1998  | Taipei               | Taïwan           | Iran                        | 211                   | Bulgarie              | 195                   | Hongrie États-Unis    | 186                   | 26e                   | 100                   | 20e                   | 113                   | 39e                   | 71                    | 57e                   | 37                    |
| 1999  | Bucarest             | Roumanie         | Chine Russie                | 182                   | —                     | —                     | Vietnam               | 177                   | 33e                   | 73                    | 31e                   | 74                    | 54e                   | 51                    | 24e                   | 79                    |
| 2000  | Taejon               | Corée du Sud     | Chine                       | 218                   | Russie                | 215                   | États-Unis            | 184                   | 48e                   | 58                    | 17e                   | 112                   | 53e                   | 51                    | 40e                   | 67                    |
| 2001  | Washington           | États-Unis       | Chine                       | 225                   | Russie États-Unis     | 196                   | —                     | —                     | 28e                   | 88                    | 24e                   | 100                   | 68e                   | 25                    | 57e                   | 38                    |
| 2002  | Glasgow              | Écosse           | Chine                       | 212                   | Russie                | 204                   | États-Unis            | 171                   | 19e                   | 127                   | 12e                   | 142                   | 52e                   | 58                    | 60e                   | 44                    |
| 2003  | Tokyo                | Japon            | Bulgarie                    | 227                   | Chine                 | 211                   | États-Unis            | 188                   | 24e                   | 95                    | 12e                   | 119                   | 37e                   | 70                    | 67e                   | 26                    |
| 2004  | Athènes              | Grèce            | Chine                       | 220                   | États-Unis            | 212                   | Russie                | 205                   | 38e                   | 94                    | 21e                   | 132                   | 42e                   | 86                    | 55e                   | 57                    |
| 2005  | Mérida               | Mexique          | Chine                       | 235                   | États-Unis            | 213                   | Russie                | 212                   | 32e                   | 83                    | 19e                   | 132                   | 40e                   | 74                    | 42e                   | 70                    |
| 2006  | Ljubljana            | Slovénie         | Chine                       | 214                   | Russie                | 174                   | Corée du Sud          | 170                   | 28e                   | 99                    | 15e                   | 123                   | 52e                   | 75                    | 30e                   | 95                    |
| 2007  | Hanoi                | Viêt Nam         | Russie                      | 184                   | Chine                 | 181                   | Vietnam Corée du Sud  | 168                   | 43e                   | 79                    | 27e                   | 98                    | 45e                   | 78                    | 59e                   | 59                    |
| 2008  | Madrid               | Espagne          | Chine                       | 217                   | Russie                | 199                   | États-Unis            | 190                   | 30e                   | 104                   | 22e                   | 135                   | 59e                   | 61                    | 50e                   | 68                    |
| 2009  | Brême                | Allemagne        | Chine                       | 221                   | Japon                 | 212                   | Russie                | 203                   | 31e                   | 112                   | 18e                   | 158                   | 38e                   | 89                    | 47e                   | 79                    |
| 2010  | Astana               | Kazakhstan       | Chine                       | 197                   | Russie                | 169                   | États-Unis            | 168                   | 30e                   | 105                   | 13e                   | 129                   | 60e                   | 64                    | 39e                   | 92                    |
| 2011  | Amsterdam            | Pays-Bas         | Chine                       | 189                   | États-Unis            | 184                   | Singapour             | 179                   | 34e                   | 111                   | 17e                   | 132                   | 43e                   | 88                    | 43e                   | 88                    |
| 2012  | Mar del Plata        | Argentine        | Corée du Sud                | 209                   | Chine                 | 195                   | États-Unis            | 194                   | 38e                   | 93                    | 5e                    | 159                   | 38e                   | 93                    | 52e                   | 76                    |
| 2013  | Santa Marta          | Colombie         | Chine                       | 208                   | Corée du Sud          | 204                   | États-Unis            | 190                   | 21e                   | 136                   | 11e                   | 163                   | 44e                   | 82                    | 40e                   | 88                    |
| 2014  | Le Cap               | Afrique du Sud   | Chine                       | 201                   | États-Unis            | 193                   | Taïwan                | 192                   | 45e                   | 96                    | 9e                    | 159                   | 59e                   | 77                    | 38e                   | 114                   |
| 2015  | Chiang Mai           | Thaïlande        | États-Unis                  | 185                   | Chine                 | 181                   | Corée du Sud          | 156                   | 14e                   | 120                   | 9e                    | 140                   | 56e                   | 67                    | 45e                   | 74                    |
| 2016  | Hong Kong            | Chine            | États-Unis                  | 214                   | Corée du Sud          | 207                   | Chine                 | 204                   | 25e                   | 124                   | 12e                   | 148                   | 52e                   | 82                    | 43e                   | 99                    |
| 2017  | Rio de Janeiro       | Brésil           | Corée du Sud                | 170                   | Chine                 | 159                   | Vietnam               | 155                   | 39e                   | 100                   | 29e                   | 110                   | 62e                   | 80                    | 58e                   | 83                    |
| 2018  | Cluj-Napoca          | Roumanie         | États-Unis                  | 212                   | Russie                | 201                   | Chine                 | 199                   | 33e                   | 129                   | 16e                   | 156                   | 47e                   | 92                    | 68e                   | 52                    |
| 2019  | Bath                 | Royaume-Uni      | Chine États-Unis            | 227                   | —                     | —                     | Corée du Sud          | 226                   | 25e                   | 142                   | 24e                   | 144                   | 68e                   | 75                    | 58e                   | 89                    |
| 2020  | Saint-Pétersbourg    | Russie           | Chine                       | 215                   | Russie                | 185                   | États-Unis            | 183                   | 14e                   | 154                   | 12e                   | 161                   | 50e                   | 99                    | 49e                   | 100                   |
| 2021  | Saint-Pétersbourg    | Russie           | Chine                       | 208                   | Russie                | 183                   | Corée du Sud          | 172                   | 27e                   | 105                   | 5e                    | 151                   | 43e                   | 68                    | 48e                   | 64                    |
| 2022  | Oslo                 | Norvège          | Chine                       | 252                   | Corée du Sud          | 208                   | États-Unis            | 207                   | 32e                   | 158                   | 14e                   | 178                   | 63e                   | 94                    | 40e                   | 145                   |
| 2023  | Chiba                | Japon            | Chine                       | 240                   | États-Unis            | 222                   | Corée du Sud          | 215                   | 28e                   | 142                   | 5e                    | 183                   | 63e                   | 92                    | 43e                   | 117                   |
| 2024  | Bath                 | Royaume-Uni      | États-Unis                  | 192                   | Chine                 | 190                   | Corée du Sud          | 188                   | 21e                   | 133                   |                       |                       |                       |                       |                       |                       |
| 2025  | Sunshine Coast       | Australie        | Chine                       | 231                   | États-Unis            | 216                   | Corée du Sud          | 203                   |                       |                       |                       |                       |                       |                       |                       |                       |
| 2026  | Shanghai             | Chine            |                             |                       |                       |                       |                       |                       |                       |                       |                       |                       |                       |                       |                       |                       |
| 2027  | à confirmer          | Hongrie          |                             |                       |                       |                       |                       |                       |                       |                       |                       |                       |                       |                       |                       |                       |
| 2028  | à confirmer          | Arabie saoudite  |                             |                       |                       |                       |                       |                       |                       |                       |                       |                       |                       |                       |                       |                       |

### Remarques
- De 1959 à 1981, les équipes sont composées de 8 personnes ; en 1982, de 4 ; depuis 1983, de 6.
- En 1980, la compétition qui devait avoir lieu en Mongolie est annulée ; deux compétitions, considérées comme non officielles, se tiennent alors à la place : l'une en Finlande, l'autre à Mersch (Luxembourg).
- En 2020, du fait de la pandémie de Covid-19, la compétition qui devait se tenir du 8 au 18 juillet à Saint-Pétersbourg (Russie) est reportée en septembre — d'abord du 16 au 26 septembre[3], puis du 18 au 28 — et se tient dans chaque pays sous la supervision d'un commissaire neutre[4].
- Initialement prévue pour avoir lieu à Washington, l'édition 2021 se déroule à Saint-Pétersbourg en raison des conséquences financières de la pandémie aux États-Unis[5].

### Cas particulier
- L'équipe de Corée du Nord est la seule équipe à avoir été disqualifiée, pour avoir triché en 1991 et 2010[6],[7], les participants ayant utilisé de la même manière un lemme de la solution officielle.
- Plusieurs équipes remportèrent les Olympiades en obtenant six médailles d'or sur six possibles : la Chine en 1992, 1993, 1997, 2000, 2001, 2002, 2004, 2006, 2009, 2010, 2011, 2019, 2021, 2022 et 2023 (15 fois), les États-Unis en 1994, 2016 et 2019 (3 fois), la Corée du Sud en 2012 et 2017 (2 fois), la Bulgarie en 2003 (1 fois). D'autres équipes obtinrent également ce résultat sans finir premières : la Russie en 2002 et 2008 (2 fois), les États-Unis en 2011 et la Corée du Sud en 2019 (1 fois).
- L'équipe de Hongrie remporte l'Olympiade 1975 en n'obtenant aucune médaille d'or (5 médailles d'argent, 3 médailles de bronze). L'équipe qui finit à la deuxième place, celle de RDA, n'en obtient pas non plus (4 médailles d'argent, 4 médailles de bronze)[8].

### Lauréats célèbres
- En 1994, l'équipe des États-Unis, entraînée par Paul Zeitz et composée de Jeremy Bem (Ithaca High School, Ithaca, New York), Aleksandr Khazanov (Stuyvesant High School, New York), Jacob Lurie (Montgomery Blair High School, Silver Spring, Maryland), Noam Shazeer (Swampscott High School, Swampscott, Massachusetts), Stephen Wang (Illinois Mathematics and Science Academy, Aurora, Illinois) et Jonathan Weinstein (Lexington High School, Lexington, Massachusetts), devient la première à réaliser un sans faute, totalisant 252 points sur 252 possibles[9],[10],[11]. L'équipe de Chine obtient le même résultat en 2022[12].
- Le Roumain Ciprian Manolescu a obtenu le score maximal (42 points sur 42 possibles) à trois reprises : en 1995, 1996 et 1997[13]. Étudiant à Harvard, il est également trois fois « Putnam Fellow » (1997, 1998, 2000). Il reçoit le prix Morgan en 2001 et le prix EMS en 2012. Il est depuis 2012 professeur de mathématiques à l'Université de Californie à Los Angeles.
- Le Français Vincent Lafforgue, frère de Laurent Lafforgue, a obtenu le score maximal à deux reprises : en 1990 et 1991[14].
- Le Canadien Zhuo Qun (Alex) Song[15] est le seul participant à avoir obtenu cinq médailles d'or, en 2011 (29 points, 25e), 2012 (38 points, 4e), 2013 (35 points, 10e), 2014 (37 points, 11e) et 2015 (42 points, 1er) — il obtint également une médaille de bronze en 2010 (15 points, 227e).
- Cinq participants ont obtenu une médaille d'or à quatre reprises :
  - l'Américain Reid Barton[16], en 1998 (32 points, 26e), 1999 (34 points, 15e), 2000 (39 points, 5e) et 2001 (42 points, 1er) ;
  - les Allemands Christian Reiher[17], en 2000 (31 points, 28e), 2001 (32 points, 28e), 2002 (36 points, 4e) et 2003 (36 points, 12e) — il obtint également une médaille de bronze en 1999 (15 points, 138e) — et Lisa Sauermann[18], en 2008 (35 points, 12e), 2009 (41 points, 3e), 2010 (36 points, 4e) et 2011 (42 points, 1re), qui obtint également une médaille d'argent en 2007 (22 points, 93e) ;
  - le Serbe Teodor von Burg[19], en 2009 (34 points, 27e), 2010 (37 points, 3e), 2011 (30 points, 14e) et 2012 (38 points, 4e) — il obtint également une médaille de bronze en 2007 (19 points, 133e) et une médaille d'argent en 2008 (27 points, 71e) ;
  - le Thaïlandais Nipun Pitimanaaree[20], en 2010 (29 points, 18e), 2011 (35 points, 6e), 2012 (33 points, 17e) et 2013 (31 points, 34e) — il obtint également une médaille d'argent en 2009 (30 points, 54e).
- L'Australien Terence Tao, né le 17 juillet 1975, a obtenu une médaille d'or en 1988 (34 points, 13e) alors qu'il n'était âgé que de 13 ans, devenant ainsi le plus jeune récipiendaire d'une médaille d'or[21]. Il a par ailleurs obtenu une médaille de bronze en 1986 (19 points, 87e) et une médaille d'argent en 1987 (40 points, 28e)[22]. La médaille Fields lui est décernée en 2006.
- Grigori Perelman, qui a obtenu le score maximal et une médaille d'or pour l'Union soviétique en 1982[23], refuse en 2006 la médaille Fields qui lui était décernée pour la solution qu'il a apportée à la conjecture de Poincaré[24]. En 2010, il refuse également le prix du millénaire de l'Institut de mathématiques Clay, attribué pour la même découverte et doté d'un million de dollars[25].
- L'Allemand Peter Scholze[26], qui a obtenu trois médailles d'or en 2005 (42 points, 1er), 2006 (35 points, 6e) et 2007 (36 points, 2e) et une médaille d'argent en 2004 (31 points, 46e), reçoit la médaille Fields en 2018[27].
- Maryam Mirzakhani, récipiendaire de la médaille Fields en 2014, obtient 41 points (23e) en 1994 à Hong-Kong puis 42 points (1re) l'année suivante à Toronto.
- Nicușor Dan, élu président de la Roumanie en 2025, obtient une médaille d'or en 1987 et 1988 avec un score parfait (42 points sur 42 possibles) finissant premier deux années de suite[28].